# Metalsa
Metalsa (en árabe: امطالسة‎, en rifeño: ⴰⵎⵜⴰⵍⵙⴰ, en francés: M'talssa) es una comuna de la provincia de Driuch, región Oriental, Marruecos. Desde 1912 hasta 1956 perteneció a la zona norte del Protectorado español de Marruecos.